# جورج أوركهارت
جورج أوركهارت (بالإنجليزية: George Urquhart)‏ هو لاعب كرة قدم بريطاني في مركز الوسط، ولد في 22 أبريل 1950 في اسكتلندا في المملكة المتحدة. لعب مع ماكليسفيلد تاون ونادي روس كاونتي ونادي سانت ميرين ونادي غيلفورد سيتي وويغان أتلتيك.